# Selvmordseksperterne
|  | Denne artikel er oprettet af botten PalnaBot ud fra en ekstern database. Den kan derfor have sproglige fejl eller mangler. Denne skabelon kan fjernes efter kontrol af indholdet. |

Selvmordseksperterne er en kortfilm instrueret af Jeppe Toubro efter manuskript af Peter Toubro.